# 基希沃尔比斯
基希沃尔比斯（德語：Kirchworbis）是德国图林根州的市镇，隶属于艾希斯费尔德县。总面积为5.45平方千米，截至2023年12月31日总人口为1,305人。